# Kiss Them for Me
«Kiss Them for Me» es una canción escrita y grabada por la banda de rock inglesa Siouxsie And The Banshees y producida por Stephen Hague. Se publicó en 1991 como el primer sencillo del 10º álbum de estudio de la banda, Superstition.
Desde su publicación, el sencillo recibió críticas entusiastas. «Kiss Them for Me» se convirtió su sencillo más exitoso hasta la fecha en EE UU.

## Antecedentes y letra
La canción presentaba un cambio en la dirección musical de Siouxsie and the Banshees adoptando una sensación mucho más sencilla y orientada al pop que sus esfuerzos previos, debido en parte al trabajo de producción de Hague. Las crípticas letras de Siouxsie Sioux eran una oda a la actriz y símbolo sexual, Jayne Mansfield – utilizando el lema de la actriz, «divoon», refiriéndose a su piscina con forma de corazón y a su amor por el champán y las fiestas, y al espeluznante accidente de automóvil que le costó la vida en 1967. Kiss Them for Me era también el nombre de una película de 20th Century Fox realizada en 1957 con Mansfield y Cary Grant como protagonistas.

## Composición
El tablista Talvin Singh (futuro percusionista de Björk en su álbum de 1993, Debut) participó en las sesiones y también cantó durante el puente. Era una canción de medio tiempo con una melodía edificante e instrumentación sudasiática que se había vuelto popular en las discotecas del Reino Unido debido al crecimiento del bhangra.

## Publicación
«Kiss Them for Me» se estrenó el 13 de mayo de 1991, y fue el mayor éxito de Siouxsie and the Banshees en los Estados Unidos. Se convirtió en su segunda (y última, hasta la fecha) entrada en el Billboard Hot 100 y su primer sencillo en llegar al top 40, alcanzando el número 23 en la semana del 19 de octubre. También llegó a ser el segundo número 1 de la banda en la lista Alternative Songs de EE. UU., permaneciendo cinco semanas en la primera posición durante el verano de 1991. «Kiss Them for Me» fue la primera canción de las Banshees que entró en el top 10 de la lista Hot Dance Club Songs de EE. UU., alcanzando la octava posición. También se emitió a lo largo de varios meses en MTV. En el Reino Unido, «Kiss Them for Me» alcanzó el número 32, siendo el decimosexto sencillo top 40.
El «Kathak Mix», mezclado por el productor Youth, que presentaba muestras habladas de Robert Anton Wilson en la introducción, fue incluido en la versión estadounidense del sencillo en CD.

## Recepción
Melody Maker la elogió como «maravillosa, retorcida, glamourosa y absolutamente consciente de ello. Le sienta bien el rosa».
The Stud Borthers la calificaron como «Sencillo de la semana» en Melody Maker. «Sublime. [...] sin embargo, estamos seguros de que habrá quien se sienta horrorizado por su holgado ritmo de fondo y por su escarpada y desvergonzada bailabilidad. Simplemente no tiene groove, [...] Flota casi imperceptiblemente hacia su extático clímax, cada dulce verso y cada estribillo de sacarina es una tentadora pista de lo que va a venir. Y cuando llega, por Dios, pierdes el control de las rodillas.»

## Otras versiones y legado
La canción fue versionada por School of Seven Bells en 2010 y por Anna Nalick en 2011.
Fue utilizada ocasionalmente como música de fondo en el programa Q de CBC Radio One y apareció en el episodio «III» de Daria.
«Kiss Them for Me» fue la última canción emitida en el programa 120 Minutes de MTV.

## Listas
| Lista (1991)                          | Mejor posición |
| ------------------------------------- | -------------- |
| Australian Singles Chart              | 40             |
| Irish Singles Chart                   | 29             |
| UK Singles Chart                      | 32             |
| US Billboard Hot 100                  | 23             |
| US Modern Rock Tracks                 | 1              |
| US Hot Dance Club Play                | 8              |
| US Hot Dance Music/Maxi-Singles Sales | 19             |